# Charlottenborgs Efterårsudstilling
Charlottenborgs Efterårsudstilling afholdtes første gang i Udstillingsbygningen ved Charlottenborg i 1922. Det var en kurateret udstilling, som fandt sted fra år 1900 på selve Charlottenborg, med indbudte kunstnere blandt udstillerne på den censurerede Charlottenborgs Forårsudstilling.

## Historie
I 1857 blev en fra Akademiet selvstændig udstillingskomité nedsat til at varetage den årlige forårsudstilling på Charlottenborg. Denne komité var starten på den institution, som i dag hedder Charlottenborg Fonden, som også har varetaget Charlottenborgs Efterårsudstilling siden 1900. Begge udstillinger er senere forløbet i Udstillingsbygningen ved Charlottenborg, i dag kaldet Kunsthal Charlottenborg, som har adressen Nyhavn 2 i København.
Den 24. juli 1880 vedtoges Lov om Opførelse af en Udstillingsbygning ved Charlottenborg Slot. Staten skænkede grunden til bygningen og et beløb til opførelsen. Udstillingsbygningen blev tegnet af arkitekterne Ferdinand Meldahl og Albert Jensen. Den stod færdig i 1883, og den løste de opgaver, der måtte kunne ligge i en udstillingsbygnings funktion: at give kunstnerne gode muligheder for at vise deres værker og være et bindeled mellem kunstnerne og publikum. Den skulle desuden huse Akademiets største daværende stationære samlinger, nemlig samlingen af medlemsstykker og Afstøbningssamlingen samt et bibliotek (nu Danmarks Kunstbibliotek).
Et lokale i den nordlige fløj af Udstillingsbygningen husede nogle år fra 1897 "Kunstskolen for Kvinder", som blev oprettet under Kunstakademiet i 1888. Den første kvinde i udstillingskomitéen blev i 1923 maleren Olga Lau.

## Efterårsudstillingens idé
Det unikke fællesskab mellem Charlottenborgs Forårsudstilling og Efterårsudstillingen formuleredes i et interview i 2007 med arkitekten Cort Ross Dinesen: "Grundstenen til forandringer i Forårsudstillingen skete på Efterårsudstillingen - fordi den er kurateret af bestyrelsen, mens Forårsudstillingen er censureret af skiftende folk i separate faggrupper, der alene skal sikre, at indholdet er kvalificeret. Forårs- og Efterårsudstillingen er en helt unik konstruktion. Her er arkitekter, billedkunstnere og kunsthåndværkere i samme rum, optaget af samme agenda".
Et meget stort antal kunstnere har gennem tiderne været inviteret til at udstille på Charlottenborgs Efterårsudstilling. Invitationen gav kunstneren mulighed for frit at kunne vælge, hvilke værker, der ønskedes udstillet: en åbenlys frihed i forhold til den censurerede forårsudstilling. Blandt udstillerne kan her blot nævnes nogle få: malerne Frede Christoffersen, Anne Margrethe Grosell, Henry Heerup, Kirsten Kjær, Olga Lau, Olivia Holm-Møller, Dan Sterup-Hansen, Anna Klindt Sørensen, tegneren og grafikeren Elsa Nielsen, grafikeren og maleren Helle Thorborg, grafikerne Palle From og Palle Nielsen samt billedhuggeren Helen Schou.
I nyere tid findes blandt de indbudte kunstnere billedkunstnerne Merete Barker, Ruth Campau, Viera Collaro og Pontus Kjerrman.

## Ny bekendtgørelse for Charlottenborg Udstillingsbygning
Ved etableringen af Kunsthal Charlottenborg indtrådte i 2007 en ny epoke i udstillingslivet i bygningen. Her sluttede kunstnerstyret, som havde varet siden udstillingsbygningens indvielse i 1883. Efter Kulturministeriets ny bekendtgørelse for Udstillingsbygningen ved Charlottenborg ansattes nu en kunstkyndig direktør, og fokus vægtes i dag på præsentation af dansk og international samtidskunst og et fornyet samarbejde med Billedkunstskolerne på Kunstakademiet. Som led i forandringsprocessen skiftede institutionen navn til Kunsthal Charlottenborg.

### Afslutning af Charlottenborgs Efterårsudstillings æra
Charlottenborg Fonden og Kunsthal Charlottenborg indgik fra 2008 et nyt samarbejde, hvor Charlottenborgs Forårsudstilling bevares, men under en ny form, hvor udstillingen lægger sig tæt op af den oprindelige Charlottenborgs Efterårsudstillings idé.